# The Rite (2011)
The Rite is een Amerikaans-Hongaars-Italiaanse thriller/horrorfilm uit 2011 onder regie van Mikael Håfström. Het verhaal is gebaseerd op dat uit het boek The Rite: The Making of a Modern Exorcist van Matt Baglio.

## Verhaal
Michael Kovak werkt sinds hij een kleine jongen was mee in de uitvaartonderneming van zijn vader, weduwnaar Istvan. Hij heeft hier genoeg van en wil iets anders doen met zijn leven. Hij ziet het seminarie als de enige andere carrièremogelijkheid die hij heeft, als hij niet zijn hele familie tegen zich in het harnas wil jagen.
Na vier jaar studie in het seminarie wordt Michael ingewijd als priester. Hij heeft hoge cijfers behaald in al zijn vakken, behalve in theologie. Hij stuurt zijn mentor Father Matthew 's avonds een e-mail om zich af te melden voor een betrekking in de kerk. Als reden hiervoor, noemt hij zijn eigen gebrek aan geloof. Matthews ziet Michael later op straat lopen en wil hem aanspreken. Hierbij struikelt hij, waardoor hij per ongeluk een fietsende vrouw voor een tegemoetkomende auto duwt. Terwijl ze stervend op straat ligt, ziet ze Michaels kleding en smeekt ze hem haar de laatste sacramenten toe te dienen. Hij ziet dat Matthews uitgeschakeld op de grond ligt en geeft daarom gehoor aan haar wens. Wanneer ze weer op het seminarie zijn, spreekt Matthews Michael alsnog. Hij ziet aanleg in hem en accepteert zijn afmelding daarom in eerste aanleg niet. In plaats daarvan stelt hij hem voor om twee weken naar Rome te gaan om daar een cursus exorcisme te volgen. Dit ook omdat de kerk een tekort aan exorcisten heeft. Matthews laat doorschemeren dat Michael eigenlijk geen andere keuze heeft, omdat de kerk $100.000,- heeft geïnvesteerd in zijn opleiding en dat bedrag op eigen initiatief kan omzetten in een lening. Hij suggereert dat dit niet zal gebeuren als Michael ná de cursus nog steeds weg wil.
Michael krijgt in Rome klassikale lessen van Father Xavier. Hierin komen onder meer bezetenheid en het uitsluiten van psychische aandoeningen aan bod. Michael neemt kritisch deel aan de lessen en laat Xavier duidelijk merken dat hij betwijfelt of God, de duivel en demonen überhaupt wel bestaan. Xavier stuurt hem daarom door naar Father Lucas, die in de stad een praktijk heeft waar hij uitdrijvingen uitvoert. Lucas betrekt Michael meteen na aankomst actief in een exorcisme. Hij moet assisteren bij het bezweren van een demon die in het zestienjarige zwangere meisje Rosaria zou huizen. Wat Michael te zien krijgt, overtuigt hem allerminst. Hij vindt het ritueel dat Rosaria ondergaat kort en eenvoudig en de symptomen die ze vertoont niet buitengewoon. Volgens Lucas komt dat omdat hij te veel spektakel verwacht, terwijl het kwaad niet zo dom is om overduidelijk te maken dat het bestaat. Volgens de geestelijke is een uitdrijving een proces dat daarom stapsgewijs gaat en jaren kan duren.
In de stad loopt Michael Angelina Vargas tegen het lijf. Hij herkent haar uit de lessen van Xavier. Ze vertelt hem dat ze deelneemt aan de cursus als journaliste. Ze doet onderzoek voor een verhaal over uitdrijvingen in de kerk. Angelina wil hiervoor Lucas interviewen, maar die gaat niet in op haar verzoeken. Ze vraagt Michael daarom of hij verslag wil doen van de ervaringen die hij bij Lucas opdoet. Michael weigert beleefd.
Wanneer Michael opnieuw aanwezig is bij een uitdrijvingssessie met Rosaria, komt naar voren dat ze zwanger is doordat haar vader haar verkrachtte. Het meisje spreekt Michael gedurende het ritueel plotseling in vloeiend Engels aan. Dit terwijl hij haar de eerste keer alleen Italiaans hoorde spreken. Bovendien vertelt ze hem details over een vrouw wier uitvaart hij jaren eerder verzorgde in de Verenigde Staten. Aan het eind van de sessie braakt Rosaria drie metalen nagels uit. Michael blijft erbij dat het meisje aan een zware geestesziekte lijdt. Hij vindt dat ook niet onlogisch na wat ze heeft meegemaakt. Hij stelt Lucas voor om haar te laten onderzoeken door een psycholoog, maar dat is volgens Lucas al gebeurd. Medische behandelingen sloegen niet aan. Daarbij onthult hij dat hij zelf ook arts is en zodoende zelf ook waakzaam voor reguliere gezondheidsklachten.
Michael legt samen met Lucas een huisbezoek af. Een moeder laat ze zien dat op de rug en buik van haar zoontje tandafdrukken staan. Volgens haar zijn die aangebracht door een demon, volgens Lucas door een muilezel. Omdat de moeder het graag wil, voert hij toch een uitdrijvingsritueel uit. Aan het eind van het ritueel goochelt hij een kikker tevoorschijn. Die schotelt hij de moeder en haar zoon voor als manifestatie van de demon. Door het beestje in een kachel te gooien, zou die demon vernietigd zijn. Wanneer ze terugkeren bij de woning van Lucas, ziet Michael dat de vijver in zijn tuin vol zit met dezelfde soort kikkers. Hij confronteert Lucas met zijn toneelspel, maar die ziet er geen kwaad in. Hij voert met alle plezier nepuitdrijvingen uit als die mensen die erin geloven geruststellen.
Nadat Rosaria zichzelf heeft proberen te verdrinken, zoeken Lucas en Michael haar op in het ziekenhuis. Ze ligt met handen en voeten vastgebonden aan haar bed. Lucas voert weer een uitdrijving uit. Michael en hij blijven het oneens over de vraag of er sprake is van een demon of van een geestesziekte. Wanneer hij naar zijn eigen woning gaat, laat Michael Lucas weten dat hij wel genoeg weet, zeker na zijn goocheltruc met de kikker. Lucas overnacht in het ziekenhuis voor het geval dat Rosaria hem nodig heeft. Die nacht krijgt het meisje een miskraam. Daarbij sterft ze zelf ook, als gevolg van overmatig bloedverlies.
Michael vertelt Angelina over de dood van Rosaria. Hij komt terug van zijn weigering om met haar over zijn ervaringen bij Lucas te praten omdat hij zijn verhaal kwijt moet. Angelina vertelt hem op haar beurt over haar gestorven broer. Die werd opgenomen omdat hij stemmen hoorde in zijn hoofd. Hij vertelde haar toen ze klein was wat die stemmen zeiden en sommige van die dingen kwamen uit. Vandaar haar fascinatie voor het onderwerp waarover ze wil schrijven. Michael geeft toe dat hij in werkelijkheid een studie tot geestelijke is gaan volgen omdat zijn overleden moeder strenggelovig was. Hij zou graag persoonlijk ervaren dat waar zij in geloofde waar is.
Michael krijgt telefoon van een ziekenhuis in de Verenigde Staten. Zijn vader heeft een zware beroerte gehad en ligt slecht. Michael wil het vliegtuig naar huis nemen, maar zijn vlucht wordt geannuleerd. Vliegverkeer van Rome naar Amerika blijkt tijdelijk niet mogelijk vanwege een vulkaanuitbarsting in IJsland. Omdat zijn kamer in Rome vol blijkt te zitten met kikkers, gaat hij naar een hotel. Vandaaruit belt hij het ziekenhuis van zijn vader, dat hem doorverbindt. Istvan komt aan de lijn. Hij is verward en vraagt zich af waar hij is. Wanneer Istvan plotseling geen antwoord meer geeft, komt er een dokter aan de lijn. Deze vertelt Michael dat hij zijn vader niet gesproken kan hebben, omdat die zes uur eerder is overleden. Michael hoort een stem op de gang. Hij denkt dat hij zijn vader hoort. Hij stormt de hal op en ziet de armband van Rosaria aan zijn deurklink hangen. Michael volgt de stem tot aan de lift. Wanneer die daalt, probeert hij het apparaat via de trap in te halen. Beneden staat de lift open. Buiten staat er een muilezel met rode ogen in de sneeuw. Nadat Michael op en neer kijkt, is zowel de sneeuw als de muilezel verdwenen.
Michael belt Angelina om te vragen of ze hem komt halen. Hij vertelt haar dat hij hallucinaties heeft. Ze gaan samen naar het jongetje met de bijtafdrukken die volgens Lucas van een muilezel zijn. Voor Michael zijn komst verklaart, vertelt het jongetje hem dat hij weet dat hij de demon ook heeft gezien; de muilezel met de rode ogen. Die heeft hem verteld dat Michaels vader ging sterven. Michael loopt naar buiten met Angelina in zijn kielzog en vertelt haar dat zijn vader die dag overleden is.
Michael en Angelina gaan op zoek naar Lucas. Die loopt buiten in de regen nadat hem tijdens het scheren een gevoel overviel. Lucas praat met een meisje en geeft haar vanuit het niets een klap in haar gezicht. In een steegje braakt hij een metalen nagel uit. Wanneer Michael en Angelina hem vinden, zit Lucas op een stoepje in de regen. Hij weet niet waarom hij buiten is. Michael en Angelina nemen hem mee naar binnen. Lucas waarschuwt hem op te passen omdat 'het al zijn zonden en geheimen kent'. Lucas zegt dat hij niet meer kan bidden omdat 'hij niet meer in genade is'. Hij vraagt Michael om hem op te sluiten in zijn kamer en Xavier te halen. Die blijkt met verlof en ook telefonisch onbereikbaar.
Michael gaat een bijbel halen in de kerk. Daar staat een kruis omgekeerd op een altaar. Wanneer hij terugkeert bij Lucas, staat diens deur open. De kamer is een puinhoop. 'Lucas' zit in een stoel een boek te lezen. Hij vertelt Michael dat Lucas er even niet is. Michael vraagt wat hij bedoelt. 'Lucas' zegt dat hij Rosaria's armband aan zijn deurklink heeft gehangen, doet Michael de groeten van zijn vader en refereert aan het laatste telefoongesprek met hem om hem ervan te overtuigen dat hij iets anders dan Lucas is. De deur slaat dicht zonder dat iemand die aanraakt. Wanneer de echte Lucas de demon die in hem huist een moment de baas is, binden Michael en Angelina hem vast aan zijn stoel. Michael besluit zelf een exorcisme uit te voeren. Angelina zegt haar hulp toe. 'Lucas' toont zich geamuseerd tijdens het ritueel. Hij vertelt pijnlijke verhalen over de dood van Michaels vader en moeder.
Michael is bereid de strijd op te geven wanneer Angelina "You're not alone" tegen hem zegt. Dit is exact hetzelfde als wat Michaels moeder schreef op een kaartje met een afbeelding van een engel erop voor ze het aan hem gaf, toen hij een kleine jongen was. Michael gaat de strijd met 'Lucas' opnieuw aan, maar is nog steeds de onderliggende partij. 'Lucas' laat hem aan alles twijfelen en overtuigt hem ervan dat hij al contact met hem maakte toen hij een jongetje was. Wanneer Angelina Michael moed probeert in te spreken, springt 'Lucas' op uit zijn de stoel alsof hij totaal niet vastgebonden zat en grijpt hij haar bij de keel. Michael slaat hem van haar af, maar wordt vervolgens zelf bij de keel gegrepen. 'Lucas' brengt hem zowel fysiek als mentaal in het nauw, manipuleert zijn herinneringen en dwingt hem in hem te geloven. Michael dreigt door de demon bezeten te worden. Michael realiseert zich dat hij door de kracht van de duivel en demonen als waarheid te accepteren, ook het bestaan van God en Jezus Christus accepteert. Dit geeft hem zoveel kracht, dat hij de overhand krijgt. Hij brengt 'Lucas' op zijn knieën en dwingt de demon in hem om zich te identificeren. Wanneer die openbaart dat hij Baal is, krijgt Michael een sterk genoeg wapen in handen om hem uit Lucas te verdrijven.

### Epiloog
Michael en Angelina nemen afscheid van de herstelde Lucas en gaan terug naar de Verenigde Staten. Thuis krijgt hij het artikel in de post dat Angelina geschreven heeft over zijn pad tot exorcist. Vervolgens loopt Michael een hokje in om een meisje de biecht af te nemen.

## Rolverdeling
- Colin O'Donoghue - Michael Kovak[1]
- Anthony Hopkins - Father Lucas[2]
- Alice Braga - Angelina Vargas[3]
- Rutger Hauer - Istvan Kovak
- Marta Gastini - Rosaria
- Maria Grazia Cucinotta - Aunt Andria
- Ciarán Hinds[4] - Father Xavier
- Toby Jones[5] - Father Matthew
- Chris Marquette - Eddie
- Marija Karan - Sandra
- Torrey DeVitto - Nina